# Bazalijiwka
Bazalijiwka (ukr. Базаліївка) – wieś na Ukrainie, w obwodzie charkowskim, w rejonie czuhujewskim. W 2001 liczyła 682 mieszkańców.